# MD 500防衛者式直昇機
MD 500「防衛者」式直昇機（MD 500 Defender）是一款以MD直昇機公司（MD Helicopters）MD 500系列直昇機為基礎所開發而成的輕型多用途軍用直升機系列，而MD 500系列又是以OH-6「小馬」式（Cayuse）偵察直昇機為基礎所發展而來的民用直昇機家族。

## 概述
衍生自美國陸軍OH-6 Cayuse，並被應用於越戰，在越南被配備於美國裝甲騎兵團的偵察排，執行觀測、偵察、目標識別、指揮和管理任務。
1976年拖式反裝甲飛彈被裝在OH-6上，而被稱為Model 500MD Defender，且大量提供給美國相關友邦。

## 機種型號
- 500D Scout Defender：武裝偵察版本。
- 500M Defender：是500和500C的輸出版本，授權日本川崎重工在當地生產製造（OH-6J）。
- 500M/ASW Defender：輸出中華民國海軍與西班牙皇家海軍的版本。
- NH-500M Defender：義大利生產的版本(500M Defender)。
- 500MD Defender：軍用版的500D
- 500MD/ASW Defender：500MD海軍版本。
- 500MD/TOW Defender：反裝甲版本的500MD，配置BGM-71TOW反戰車飛彈。
- 500MD/MMS-TOW Defender：反裝甲版本，另加裝光學監視器以搭配托式反裝甲飛彈。
- 500MD Quiet Advanced Scout Defender：噪音抑制設備安裝。
- 500MD Defender II：改進版本。
- 500MG Defender：500E的軍用版。
- 520MG Defender：輸出菲律賓的版本。
- 520MK Black Tiger：輸出南韓的版本1976年~1984年計200架。
- 530MG Defender：530F的軍用版。
- MD530 Nightfox：夜間攻擊版本。
- MD530MG Paramilitary Defender：準軍事版本；給警察或邊境巡邏用。

## 使用國
玻利维亚
- 玻利維亞空軍

 智利
- 智利陸軍 17架 MD-530MG 在役。

 哥伦比亚
- 哥倫比亞空軍 12架 500MD 在役。

 芬兰
- 芬蘭空軍 1架用於訓練。

 伊拉克
- 伊拉克空軍 60架 500MD 在役 (1983–2003)。

 以色列
- 以色列空軍 30架 500MD 在役。

- 肯亞空軍 15架 500MD 在役。

 大韓民國
- 韓國陸軍：207架 500MD 及50架 500MD TOW Defenders在役（預定將被LAH-1武裝直升機取代[1]）。

 朝鮮民主主義人民共和國
- 朝鮮人民軍空軍 87架 500MD 在役。
早在上個世紀80年代，麥道公司收到了一筆102架直升機的民間訂單，訂購者是一家名叫「三角州-艾維亞航空」（Delta-Avia Fluggerate）的德國公司，負責人是庫特·貝倫斯（Kurt Behrens）。這家公司一直進行轉口業務，1983至1985年間，一家美國聯合工業公司曾通過這家公司將6架直升機出口到日本，之後也透過這個管道把直升機賣給尼日、葡萄牙和西班牙。
然而1985年2月，美國商務部發現這家公司有些異常，他們的轉口業務似乎不誠實。例如，他們曾在荷蘭鹿特丹卸下的15架直升機，表面上是銷給原訂戶，但是這些直升機卻送到一艘名為普羅沃科夫（Prorokov）的俄國貨輪，然後這艘船的目的地是北韓。同樣地，原本應該在日本卸貨，卻是轉向香港的北韓貨輪。

 墨西哥
- 墨西哥空軍 22架 MD 530F在役。
- 墨西哥海軍航空兵 6架 MD 500在役。

 摩洛哥
- 摩洛哥皇家空軍 24架 × 500MDs在役。

 菲律賓
- 菲律賓空軍 第18「戰隼」及第20「火鳥」攻擊中隊持有20架 520MG。

 中華民國
- 中華民國海軍：採購12架500MD/ASW用於反潛艦任務、3架墜毀、目前9架在役。中華民國海軍另行於機首加裝RDR-1300型搜索雷達（具備三種空對面模式與二種氣象模式），主旋翼由四片增加為五片，降低引擎轉速與噪音，尾衍改為T型。1980年代忠義計畫神鷹案即陸續自美採購S-70C(M)作為反潛用機，2014年因應南海局勢神鷹三號計畫預定採購10架MH-60R反潛直昇機，取代服役近40年的500MD反潛直升機。2022年立法院通過總價台幣340億、數量為12架MH-60R反潛直升機採購案。但美方認為海鷹反潛直升機不符合台海「不對稱作戰」防衛需要，遭拜登政府拒絕出售。[2][3]

 西班牙
- 西班牙海軍 一些 500MD ASW，之後轉交予西班牙海軍陸戰隊作為偵察機使用。

 南非
- 南非警察 擁有5架 500MD。

## 性能諸元 (500MD/ASW)
- 全長：9.40 公尺(含旋翼)
- 機身長：7.62公尺(未含旋翼)
- 空重：896公斤
- 最大起飛重量：1610公斤
- 武器外掛：700公斤到800公斤
- 翼展：8.03 公尺
- 全高：2.71 公尺
- 引擎動力：Allison 250-C20B型發動機 x 1，最大可輸出420匹軸馬力
- 最大速度：244 公里/時
- 巡航時時：222 公里/時
- 最大爬升率：520公尺/分鐘
- 實用升限：4635公尺
- 最大出力：420匹馬力
- 固定武裝：Mk 44魚雷、Mk 46型魚雷
- 反潛裝備：AN/ASQ-81C(V)2 磁測儀
- 乘員：2 名

## 流行文化
MD 500的衍生型520N在2015年第一人称射击游戏《战地：硬仗》（Battlefield: Hardline）中以警方巡邏直升機之姿出現，因裝設重機槍（主駕駛武器）和格林機槍（乘員武器）而使其實際定位類似於警用攻击直升機。
無武裝的版本在《決勝時刻：現代戰爭2019》中出現，作為玩家載具使用；另外，武裝版本也在劇情模式下出現，由俄軍陣營使用。                                                         
MD500 TOW出現在戰爭雷霆中的Danger Zone 更新的以色列直升機科技樹中

## 外部連結
- MD 500 Defender page on GlobalSecurity.org （页面存档备份，存于）
- IDF Defenders in action （页面存档备份，存于）